# Gelbbrauner Kugelhalsbock
Der Gelbbraune Kugelhalsbock (Acmaeops pratensis, Synonym: Gnathacmaeops pratensis) ist ein Käfer aus der Familie der Bockkäfer (Cerambycidae). Die Art ist holarktisch im nördlichen Eurasien und in Nordamerika verbreitet, und es handelt sich um eine von sechs Arten seiner Gattung, von denen neben dieser vier weitere in Europa vorkommen.

## Merkmale

### Merkmale der Imagines
Der Gelbbraune Kugelhalsbock erreicht eine Körperlänge von 5,5 bis 10 Millimetern. Der Körper ist gattungstypisch gebaut und besitzt einen kugelartigen Halsschild mit einem stark gewölbten Pronotum. Die Flügeldecken sind in ihrer Färbung variabel und meist gelblich-braun mit schwarzer Spitze und Flügeldeckennaht; häufig sind sie jedoch auch in mehr oder weniger großer Ausdehnung geschwärzt. Sie sind hell behaart und stark und dicht punktiert; am oberen Rand befindet sich ein schräger Schulterstreif. An der Spitze sind sie abgerundet, und der Außenwinkel ist gerundet oder rechteckig. Die Wangen vor den Augen sind so lang wie diese.

### Merkmale der Larven
Die Larven der Gattung erreichen eine Länge von 11 bis 19 Millimetern; der Körper und der Kopf sind deutlich abgeflacht und lang behaart. Die Antennen sind kurz und dreigliedrig; das zweite Antennenglied ist extrem klein und unsklerotisiert. Beiderseits der Kopfkapsel befinden sich je 2 oder 3 kleine Stemmata. Die Maxillen sind schlank, und die Malae besitzen ein breites, schräg pigmentiertes Band. Die Bauchsklerite der Abdominalsegmente tragen keine Borsten, und das neunte Abdominalsegment besitzt keinen caudalen Dorn am Körperende.

## Verbreitung
Der Gelbbraune Kugelhalsbock hat eine holarktische Verbreitung und ist entsprechend im nördlichen Eurasien und in Nordamerika anzutreffen. In Eurasien ist er ein sibirisches Faunenelement und kommt in Nord- bis Mitteleuropa und Südosteuropa sowie in der Türkei, Russland (Sibirien), dem Kaukasus und China vor. In Mitteleuropa gibt es eine Auslöschungszone, die die Verbreitungsgebiete in einen nördlichen Bereich in Skandinavien und einen südlichen Bereich in Mitteleuropa trennt. Keine Nachweise gibt es in Dänemark, den Niederlanden, Luxemburg, Liechtenstein und Belgien. In Deutschland und Polen gibt es ebenfalls keine aktuellen Nachweise; Funde in Bayern, Thüringen und Sachsen-Anhalt stammen von vor 1950, im thüringischen Harz wird die nordwestliche Verbreitungsgrenze verortet. In Österreich ist die Art aus mehreren Bundesländern bekannt, in der Schweiz ist sie ebenfalls verbreitet. Als boreomontane Art kommt sie in mitteleuropäischen Gebirgen in Höhen ab etwa 1000 Metern bis etwa 2000 Metern vor.

## Lebensweise
Der Gelbbraune Kugelhalsbock lebt vor allem in waldigen Gebirgsgegenden in Nadelwäldern und Kahlschlägen. Die Imagines sind von Juni bis August anzutreffen. Sie sind tagaktiv und sind auf Wiesen, in Kahlschlägen und Lichtungen auf Holz und blühenden Kräutern anzutreffen. Die Käfer ernähren sich von Pollen und besuchen bei sonnigem Wetter die Blüten von Doldenblütlern (Apiaceae) wie Wiesen-Kerbel (Anthriscus sylvestris) und Wilde Möhre (Daucus carota) sowie Korbblütlern (Asteraceaea) wie Schafgarben (Achillea), Ringdisteln (Carduus), Kratzdisteln (Cirsium) und Skabiosen (Scabiosa).

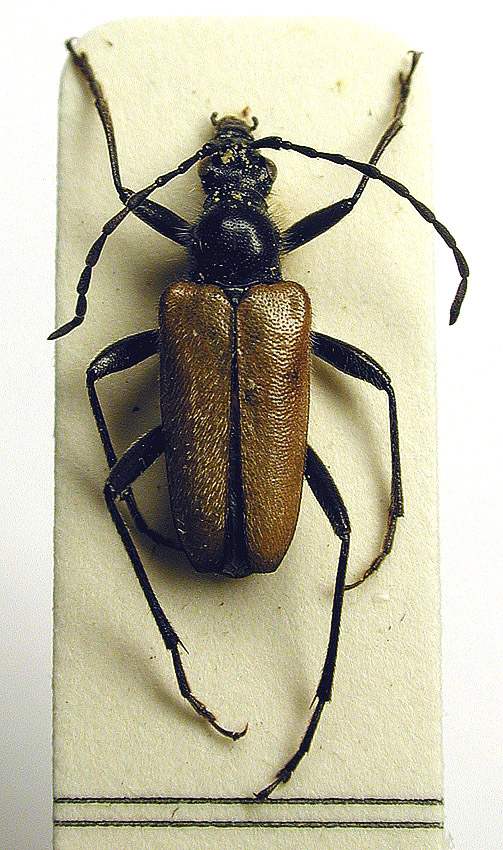
Gelbbrauner Kugelhalsbock

Die Art ist oligophag und entwickelt sich in Fichten (Picea) und Kiefern (Pinus) sowie auch in nicht entrindetem und verarbeitetem Fichtenholz. Das Wachstum der Larven dauert zwei Jahre. Die Larven entwickeln sich im stark ausgetrockneten Holz unterhalb der Rinde und nutzen dabei auch die Gänge anderer holzbewohnender Käfer wie die des Gemeinen Wimperbocks (Pogonocherus fasciculatus); eigene Gänge legen sie nicht an. Häufig werden sie in der Rinde von nicht entrindeten Brettern oder Pfählen gefunden. Die Larven sind sehr beweglich und nutzen neben den langen Beinen auch das letzte Abdominalsegment zum Klettern an glatten Flächen und zum Festhalten. Zur Verpuppung verlassen sie das Holz und graben sich in die oberen Humusschichten des Bodens. Die Verpuppung dauert nur 8 bis 13 Tage; die schlüpfenden Imagines sind innerhalb von 20 Stunden ausgefärbt.

## Systematik
Der Gelbbraune Kugelhalsbock ist eine eigenständige Art der Bockkäfer (Cerambycidae) und wird dort in die Gattung der Kugelhalsböcke (Acmaeops LeConte, 1850) innerhalb der Schmalböcke (Lepturinae) eingeordnet. Die wissenschaftliche Erstbeschreibung stammt von dem Entomologen Johann Nepomuk von Laicharting, der ihn 1784 als Leptura pratensis beschrieb. Neben dieser Art enthält die Gattung fünf weitere Arten. Synonyme der Art sind neben Leptura pratensis auch Gnathacmaeops pratensis, Pachyta fulvipennis Mannerheim, 1853, Leptura lateralis Estlund, 1796, Leptura longiceps Kirby, 1837, Acmaeops longiceps (Kirby, 1837), Leptura semi-marginata Randall, 1838, Leptura semimarginata Randall, 1838, Pachyta strigilata var. spreta Lentz, 1857 und Leptura strigilata Fabricius, 1792.
Die Bezeichnung für die Gattung leitet sich vom griechischen „akmaios“ für „blühend“ oder „kräftig“ sowie von „ops“ für „Auge“ ab. Das Epitheton „pratensis“ kommt aus dem Lateinischen und bedeutet „auf der Wiese lebend“.

## Belege
1. 1 2 3 4 5 6 7 8 9 10 11 12 13 14 15  „Art: Acmaeops pratensis (Laicharting, 1784) – Gelbbrauner Kugelhalsbock.“ In: Bernhard Klausnitzer, Ulrich Klausnitzer, Ekkehard Wachmann, Zdeněk Hromádko: Die Bockkäfer Mitteleuropas. Die Neue Brehm-Bücherei 499, Band 2, 4. Auflage. VerlagsKG Wolf, Magdeburg 2018, ISBN 978-389432-864-1; S. 377–378.
2. ↑  „14. Gattung: Acmaeops Lec.“ In: Edmund Reitter: Fauna Germanica. Die Käfer des deutschen Reiches. K.G. Lutz, Stuttgart 1912; S. 10. (Digitalisat)
3. 1 2  Bernhard Klausnitzer, Ulrich Klausnitzer, Ekkehard Wachmann, Zdeněk Hromádko: Die Bockkäfer Mitteleuropas. Die Neue Brehm-Bücherei 499, Band 1, 4. Auflage. VerlagsKG Wolf, Magdeburg 2018, ISBN 978-389432-864-1; S. 105–107
4. ↑  D.B. McCorquodale: Longhorn beetles (Coleoptera: Cerambycidae) of the Atlantic Maritime Ecozone. In: D.F. McAlpine, I.M. Smith (Hrsg.): Assessment of Species Diversity in the Atlantic Maritime Ecozone. NRC Research Press, Ottawa, Canada, 2010; S. 465–476 (Zitat S. 471). (Volltext (Memento des Originals vom 26. Juni 2020 im Internet Archive)  Info: Der Archivlink wurde automatisch eingesetzt und noch nicht geprüft. Bitte prüfe Original- und Archivlink gemäß Anleitung und entferne dann diesen Hinweis.).
5. ↑  Acmaeops pratensis. Fauna Europaea, abgerufen am 22. Juni 2020.
6. ↑  Acmaeops pratensis auf biolib.cz; abgerufen am 23. Juni 2020.